# Bezimienni bohaterowie
Bezimienni bohaterowie – czarno-biały polski film fabularny w reżyserii Michała Waszyńskiego z roku 1932.

## Obsada
- Maria Bogda – Janina Reńska
- Adam Brodzisz – Andrzej Tulesza
- Eugeniusz Bodo – komisarz Szczerbic
- Paweł Owerłło – Goppe, herszt gangu
- Zula Pogorzelska
- Stefan Jaracz
- Wiktor Biegański
- Wiesław Gawlikowski
- Czesław Skonieczny
- Stanisław Sielański
- Jerzy Roland
- Czesław Raniszewski